# FK Jūrnieks
El FK Jurnieks fue un equipo de fútbol de Letonia que alguna vez jugó en la Virsliga, la primera división de fútbol en el país.

## Historia
Fue fundado en el año 1959 en la capital Riga con el nombre KBRR Riga por trabajadores de las fábricas luego de la ocupación de la Unión Soviética en Letonia, por lo que sus jugadores trabajaban medio tiempo en las fábricas, en este caso, fábricas dedicadas a la reparación de barcos.
En 1962 ingresa a la Virsliga y en 1963 cambian su nombre por el de KRR Riga, hasta que en 1967 adoptan el nombre FK Jurnieks, teniendo buenas temporadas en la Virsliga, iniciando con el título de la Copa de Letonia en 1970, y en 1972 consiguen el doblete (liga y copa), pero después de ese logro, el club no volvió a conseguir logros importantes, al punto que su sección de hockey sobre hielo comenzó a ganar más popularidad que la de fútbol.
En 1991 formó parte de la Virsliga tras la caída de la Unión Soviética, aunque descendió ese mismo año. En 1993 cambian su nombre al de Decemvīri y ganan la Primera Liga de Letonia, pero el club desaparece por problemas financieros. El club es refundado en 1994 y ganan la Primera Liga de Letonia, ahora como FK Jurnieks, pero su temporada de 1996 en la Virsliga fue su tumba, ya que terminó en último lugar y descendió a la Primera Liga de Letonia, desapareciendo en 1997.

## Palmarés
- Virsliga: 1

1972
- Primera Liga de Letonia: 2

1992, 1995
- Copa de Letonia: 2

1970, 1972

## Jugadores

### Jugadores destacados
| - Vladimirs Amosovs - Mihails Juropovs | - Jaroslavs Petrovs - Jevgēņijs Samoiļenko | - Dainis Deglis - Andrejs Prohorenkovs |